# José Quiñones
José Abelardo Quiñones Gonzales (Pimentel, 22 de abril de 1914 – Quebrada Seca, 23 de julho de 1941)  foi um aviador militar peruano e postumamente se tornou um herói nacional por suas ações em Zarumilla (Batalla de Zarumilla  [es]), durante a Guerra Peruano-Equador, também conhecida como a Guerra de '41 (espanhol: Guerra del 41).

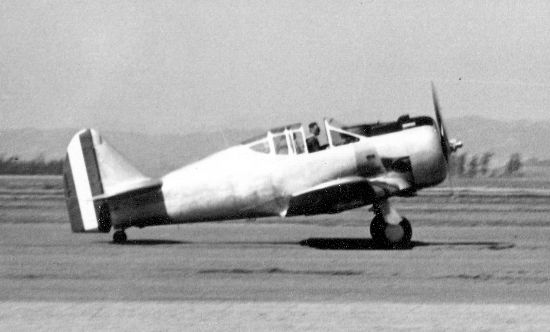
NA-50 "Torito", semelhante ao voado pelo Tenente Quiñones em 23 de julho de 1941.

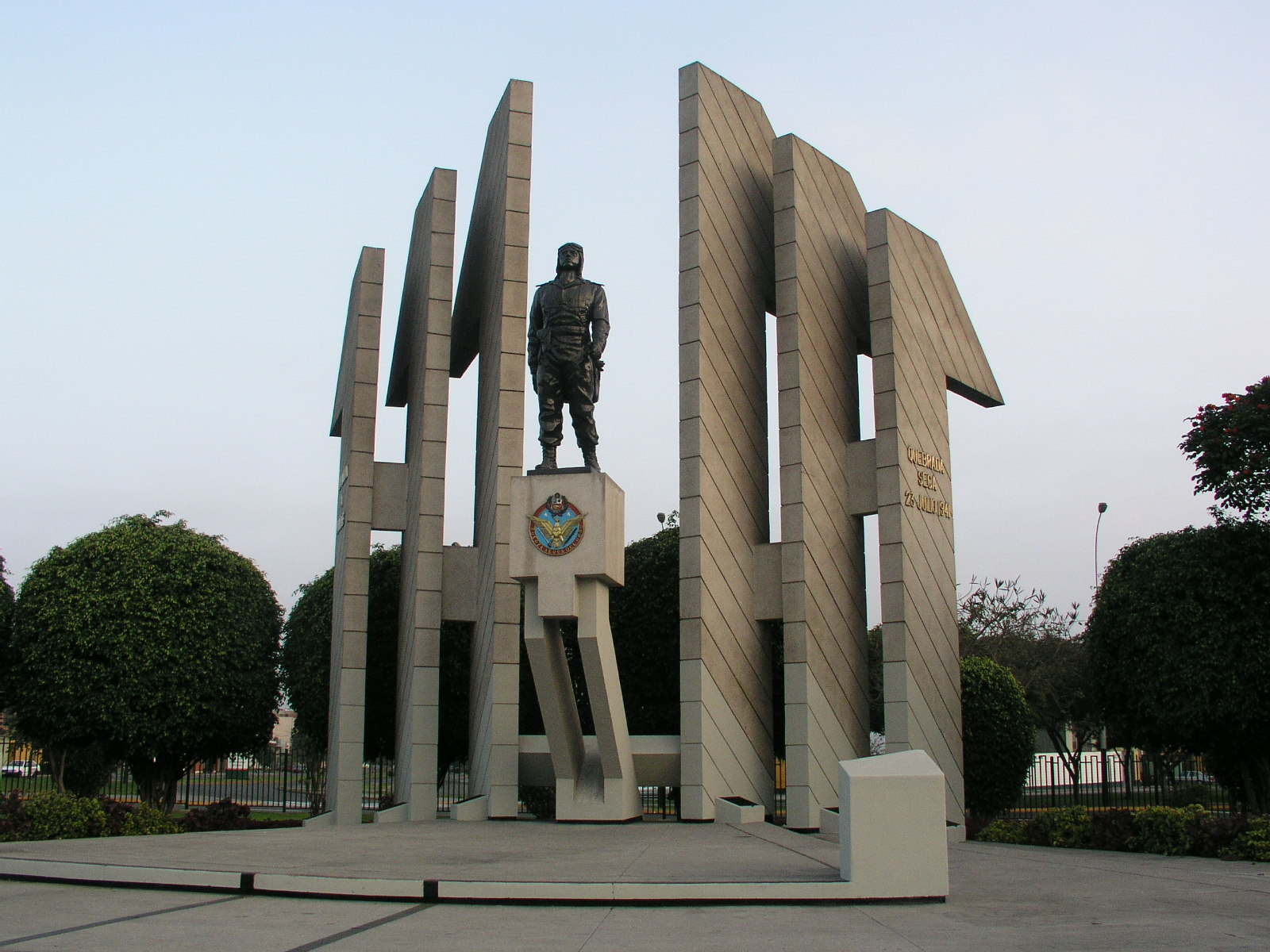
Monumento em San Isidro, Lima

## História de combate
O Tenente Quiñones era um piloto de caça do 41º Escuadrilla (Esquadrão), Força Aérea Peruana, e fazia parte de uma seção que executava um ataque de bombardeio / bombardeio de baixo nível contra as forças equatorianas em Quebrada Seca em 23 de julho de 1941. Durante o ataque, A aeronave de Quiñones, um estadunidense NA-50 "TORITO" (estadunidense P-64), foi mortalmente atingido por fogo terrestre de uma bateria de artilharia antiaérea equatoriana.
Segundo relatos peruanos, em vez de saltar de paraquedas em segurança, Quiñones optou por fazer o sacrifício supremo ao bater com sua aeronave danificada na posição equatoriana, deixando a bateria fora de ação. Esta versão dos fatos foi posteriormente questionada pelas autoridades militares equatorianas, que afirmaram não haver canhões antiaéreos na área.

## Póstumo
Após sua morte, Quiñones foi promovido ao posto de Capitão da Força Aérea e foi declarado herói nacional por lei em 10 de maio de 1966. Nomeado em sua homenagem, Aeroporto Internacional,  Capitão da FAP José Abelardo Quiñones González perto de sua cidade de nascimento em Chiclayo.

## Homenagens
- Aeroporto Cap. FAP José A. Quiñones Gonzales